# Web Thérapie
Web Thérapie est une adaptation québécoise de la série télévisée américaine humoristique Web Therapy créée par Lisa Kudrow, Don Roos et Dan Bucatinsky et diffusée entre le 19 juillet 2011 et le 28 janvier 2015 sur la chaîne Showtime. L'adaptation québécoise est diffusée depuis le 21 juin 2016 sur la chaîne TV5 Québec Canada. Fremantle Média a accordé à Attraction Images Productions III inc. une licence exclusive du format « Web Therapy », la série, pour le territoire canadien. Par la suite, ATT IP III inc. a accordé une licence exclusive de diffusion à TV5 pour l’œuvre en français sur le territoire canadien. 
La série est adaptée par Éric K. Boulianne, Martin Girard, Carmine Pierre-Dufour, Mélissa Veilleux, produite par Marleen Beaulieu, Joceline Genest, Louise Lantagne, Richard Speer et réalisée par Christian Laurence.

## Synopsis
Florence Champagne quitte le monde de la finance pour des raisons obscures et décide de devenir subitement thérapeute. Sans formation en psychologie ou en psychiatrie, elle s’improvise psychothérapeute et propose aux internautes de venir suivre ses web-thérapies, une modalité de traitement de son cru. Ces séances de vidéoconférence de trois minutes maximum se déroulent via webcam et sont enregistrées à des fins de publicité, mais tourne rapidement autour d’elle-même plutôt que de ses patients. 

## Distribution

### Acteurs principaux
- Édith Cochrane : Florence Champagne
- Pierre Brassard : Édouard Gendron
- Olivier Morin : Jérôme Lajoie

### Acteurs récurrents
- Marie-Soleil Dion : Kathy Bissonnette
- Diane Lavallée : Marie-Reine Roy
- Anne-Marie Cadieux : Julie Labelle
- Stéphane Archambault : Antoine Lemelin
- Antoine Vézina : Richard Desbiens
- Mikhail Ahooja : Kamal Prakash
- Christine Beaulieu : Valérie
- Martin Perrizolo : Stéphane Tanguay

### Acteurs invités
Saison 1 :
- Pascale Bussières : Cassandra Grenier
- Sarah-Jeanne Labrosse : Arielle
- Guillaume Tremblay : Justin
- Daniel Brière : Robert Beaudoin
- Michel Laperrière : Gilles Séguin
- Catherine Proulx-Lemay : Claire Dutoit

Saison 2 :
- Valérie Blais : Nathalie Bacon
- Céline Bonnier : Claude Prudhomme
- Élise Guilbault : Camille Labit
- Vincent-Guillaume Otis : Jean Savard
- Catherine Paquin-Béchard : Sabrina
- André Robitaille : André Robitaille
- Amélie B. Simard : Tanya
- Marie-Hélène Thibault : Simone Champagne
- Tammy Verge : Sarah Faucher

Saison 3 :
- Sandrine Bisson : Ursule Laplante
- Julianne Côté : Sophie D’youville
- Maude Guérin : Olivia Pinard
- Luc Guérin : Gabriel Boucher
- Pierre-Luc Lafontaine : Nino Soly
- Myriam Leblanc : Raphaëlle Gallant
- Bruno Marcil : Jacques Lachance
- Frédéric Pierre : Marc Soucy
- Geneviève Schmidt : Carmen Lamontagne

## Volet numérique
Le volet numérique de la série propose une parodie du site web de la thérapeute Florence Champagne. On y retrouve de faux témoignages d'acteurs de la série, des capsules d'opinion du personnage principal, des jeux-questionnaires et concours, mais aussi les notes personnelles que la thérapeute a prises sur ses clients. 